# Mühlental
Mühlental är en kommun i Vogtlandkreis i förbundslandet Sachsen i Tyskland. Kommunen har cirka 1 200 invånare.
Kommunen ingår i förvaltningsområdet Schöneck/Mühlental tillsammans med kommunen Schöneck.